# جن ملك غوجوسون
جن ملك غوجوسون هو ملك من غجا جوسون. خلفه على العرش ومان ملك غوجوسون الذي أدى استيلائه على العرش لبدء فترة ومان جوسون من فترات مملكة غوجوسون.

## الإطاحة والنفي إلى كونفدرالية ماهان
دخل ومان إلى مملكة غوجوسون لاجئا وقَبِلَ بسلطة الملك جن عليه. واِستجابَ الملك جن لطلبِ ومان ليغدو قائدا على الحدود الغربية في بيونجوسون. ولكن قاد ومان ثورة في وقتٍ ما خلال الفترة من 194 حتى عام 193 قبل الميلاد وطارد جن حتى أراضي كونفدرالية ماهان والتي اشتملت على شبه الجزيرة الكورية.
من غير المعروف ما هو الاسم الأخير للملك جن ويقول بعض الناس أن اسمه الأخير كان «كي» بينما يقول أناس آخرون أنه كان «هان»، وتزعُم عشيرة تشونغجو هان (بالهانغل: 청주 한씨) بأن نسبهم ينحدر مباشرةً منهُ.